# Jakoberwall

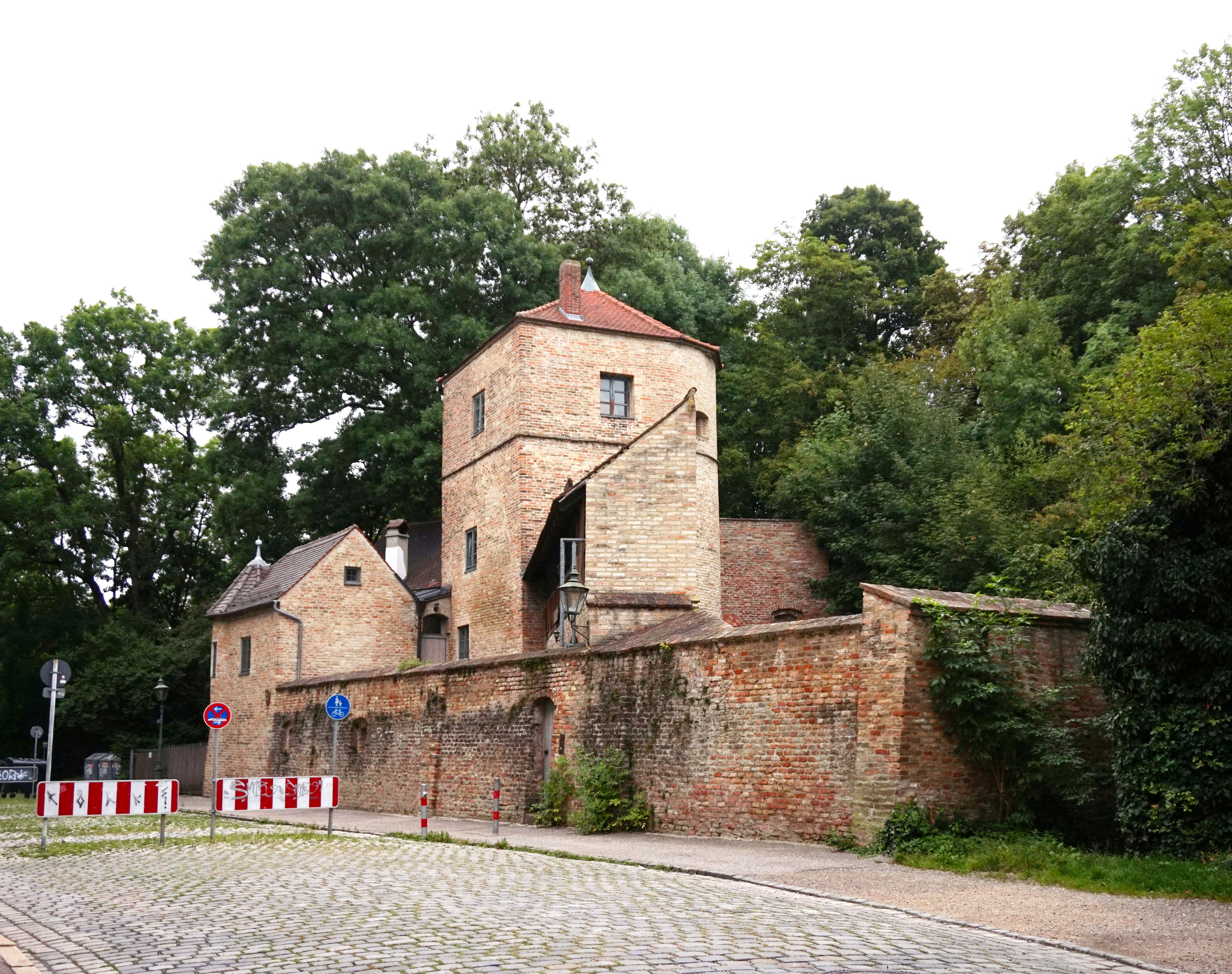
Ansicht des Wehrturmes am Jakoberwall

Der Jakoberwall ist eine bis heute erhaltene Bastion der ehemaligen Stadtbefestigung, die sich am südöstlichen Rand der Augsburger Innenstadt zwischen dem Vogeltor und dem Jakobertor befindet. Sie wurde von 1540 bis 1542 errichtet und besteht aus einer hohen Erdaufschüttung mit Halsgraben. Zur Anlage gehört auch ein dreigeschossiger Wehrturm (sogenannter Jakoberwallturm) mit halbrundem Grundriss und seitlich anschließende Wohnbauten. Die Gebäude sind als Baudenkmal in die Bayerische Denkmalliste eingetragen.

## Geschichte
Nürnberger Ingenieure rieten der Stadt 1519 dazu, die bestehenden Befestigungsanlagen zu modernisieren. Diese Modernisierung wurde aus finanziellen Gründen jedoch erst ab 1538 in Angriff genommen. Im Zuge der Baumaßnahmen ließ die Stadt von 1540 bis 1542 den Jakoberwall mitsamt Wehrturm am sogenannten „Bachenanger“ als Ersatz für die dort bestehende Steinmauer errichten. Der Wehrturm wurde Anfang des 17. Jahrhunderts von Elias Holl umgebaut.  
Mit Aufhebung der Festungseigenschaft Augsburgs im Jahre 1866 verlor auch der Jakoberwall seine Bedeutung. Anders als beispielsweise die Stadtmauerabschnitte im Westen der Stadt wurde die Bastion allerdings nicht eingeebnet, sondern weitgehend in ihrem ursprünglichen Zustand belassen. 1908 wandelte die Stadt die Wallanlage schließlich in eine öffentliche Grünanlage um. Im Zweiten Weltkrieg erlitt die Anlage mehrere Schäden, wurde jedoch nicht vollkommen zerstört. 1976 führte die Stadt Sanierungsarbeiten zum Erhalt der Gebäude durch. 

## Gegenwart
Seit 1991 hat die Historische Bürgergilde Augsburg den Jakoberwallturm sowie die angeschlossenen Gebäude von der Stadt gepachtet. Sie nutzt die Anlage als Vereinsheim und kümmert sich um den baulichen Erhalt. Der Innenhof wurde von den Vereinsmitgliedern zu einem kleinen Freilichttheater (Kleine Augsburger Freilichtbühne) umgebaut. Neben vereinseigenen Veranstaltungen (beispielsweise während der Dult) finden dort seit 1998 in den Sommermonaten auch Theateraufführungen des Sensemble Theaters statt.